# Княгиня Лович (фильм, 1932)
«Княгиня Лович» (пол. Księżna Łowicka) — польский исторический художественный фильм, снятый в 1932 году по мотивам одноименной повести В. Гонсиоровского.
Первый польский костюмированный фильм. Один из первых в Польше звуковых фильмов.
Другое название «Ноябрьская ночь».

## Сюжет
Вольная интерпретация жизни графини Жанетты (Иоанны) Грудзинской, морганатической жены наследника российского престола Константина Павловича, после вступления в брак получившей титул княгини Лович.

## В ролях
- Ядвига Смосарская — Жанетта Грудзинская, Княгиня Лович
- Сте́фан Я́рач — наследник российского престола Константин Павлович
- Юзеф Венгжин — Валериан Лукасиньский, офицер, заговорщик
- С. Грущинский — поэт А. Щигель
- Амелия Роттер-Ярнинская — мать Жанетты
- Лода Немижанка — служанка Жанетты
- Ванда Яршевская — Гоноратка
- Алина Желиская
- Витольд Кунцевич
- Станислав Лапиньский
- Зыгмунт Хмелевский
- Артур Соха
- Болеслав Межеевский  — офицер

и др.